# Addicted (Simple Plan)
Addicted è il terzo singolo della band canadese Simple Plan, preso dal loro album di debutto No Pads, No Helmets... Just Balls. Il singolo è stato certificato disco d'oro in Australia. Il 13 agosto 2004 è stato pubblicato un maxi-CD con dei contenuti speciali esclusivamente in Australia. Inoltre nel Regno Unito la band ha pubblicato due CD chiamati Addicted Pt. 1 e Pt. 2.

## Video musicale
Nel video musicale, diretto da Smith N' Borin, la band esegue il brano nella casa di un ragazzo addormentato. Durante le fasi più accese della canzone l'edificio comincia a tremare e cadono calcinacci sempre più grandi dal soffitto, ma il ragazzo continua a dormire sul suo divano nonostante il fracasso.

## Tracce
Promo CD
1. Addicted - 3:54
2. Addicted (Video) - 3:54

Download digitale
1. Addicted (Radio Remix) - 3:56

Addicted Pt. 1
1. Addicted
2. Surrender
3. Addicted (Video)

Addicted Pt. 2
1. Addicted
2. Addicted (Live in Mexico)
3. Simple Plan Loves to Go Down (Video)

Vinile
1. Addicted
2. One By One	(Demo)
3. Surrender

CD australiano
1. Addicted
2. Perfect (Acoustic)
3. Grow Up (Live in Tokyo)
4. American Jesus (Live in Tokyo)
5. Simple Plan Loves to Go Down... Under (Video)
6. Addicted (Video)
7. I'd Do Anything (Video)

## Formazione
- Pierre Bouvier - voce
- Jeff Stinco - chitarra solista
- Sébastien Lefebvre - chitarra ritmica, voce secondaria
- David Desrosiers - basso, voce secondaria
- Chuck Comeau - batteria, percussioni

## Classifiche
| Classifica  | Posizione |
| ----------- | --------- |
| Australia   | 10        |
| Regno Unito | 63        |
| Stati Uniti | 45        |